# Skydance Animation
Skydance Animation è uno studio d'animazione statunitense, divisione di Paramount Skydance Corporation. Venne fondato il 16 marzo 2017.

## Storia
Nel marzo 2017 Skydance Media stipulò un contratto di partnership multianno con la Ilion Animation Studios di Madrid; a luglio venne annunciata la lavorazione del primo film, Luck. Il 10 ottobre Bill Damaschke venne assunto per dirigere la divisione come presidente dell'animazione e dell'intrattenimento per famiglie.
Skydance Animation assunse poi i registi Alessandro Carloni, Vicky Jenson e Nathan Greno, per dirigere rispettivamente Luck, Spellbound e Pookoo (precedentemente noto come Powerless). Carloni, abbandonato il progetto per divergenze creative, venne sostituito da Peggy Holmes.
A gennaio 2019 lo studio prese l'ex CCO di Pixar e Walt Disney Animation Studios John Lasseter, che rimpiazzò Damaschke. Questa decisione non venne ben accolta da parte di alcuni membri del personale, a causa delle precedenti accuse di cattiva condotta sul lavoro di Lasseter. Per questo motivo l'allora capo di Paramount Animation Mireille Soria annunciò che il suo team non avrebbe più lavorato con Skydance. Luck e Spellbound sarebbero comunque stati distribuiti da Paramount Pictures, senza tuttavia Paramount Animation. Contrariamente a tali controversie, Damaschke affermò che molte persone "[...] provavano sentimenti forti e sentivano che era la cosa giusta da fare [...] ed erano entusiasti di lavorare con [Lasseter]" ed era "[...] sicuramente non una situazione o bianco o nero". Emma Thompson, che doveva doppiare un personaggio di Luck, comunque se ne andò dopo l'assunzione di Lasseter.
Holly Edwards, che in precedenza aveva ricoperto il ruolo di capo di produzione, venne promossa a presidente.
Il 2 aprile 2020, il compositore Alan Menken rivelò di star lavorando con Lasseter ad un film, ovvero Spellbound. Skydance acquisì definitivamente Ilion Animation Studios e la rinominò Skydance Animation Madrid nello stesso mese. Il 30 luglio, Shane Prigmore divenne Senior Vice President of Development for Animation, atto a sorvegliare lo sviluppo creativo di tutti i lungometraggi e le serie televisive. Il 16 dicembre Apple TV+ entrò in trattative per acquisire i diritti di distribuzione di Luck e Spellbound. Nel febbraio 2021, grazie ad un contratto stipulato con Skydance Animation, ottenne la possibilità di farli uscire come Apple Original Films. Esattamente un anno dopo, Brad Bird disse di aver riesumato il suo progetto Ray Gunn per Skydance Animation, non essendo riuscito a realizzarlo con Turner Feature Animation. Il 16 marzo, lo studio assunse da Disney Rich Moore.

## Filmografia

### Lungometraggi
- Luck, regia di Peggy Holmes (2022)
- Spellbound - L’incantesimo (Spellbound), regia di Vicky Jenson (2024)

### Cortometraggi
- Blush, regia di Joe Mateo (2021)
- Il granello di sfortuna! (Bad Luck Spot!), regia di Matt Youngberg (2023)
- Flink's Pigeon Problems: A Magical Rescue, regia Brian Pimental e Susan Fitzer (2025)

### Serie animate
- WondLa - serie animata, 7 episodi (2024–in corso)